# Бурісма

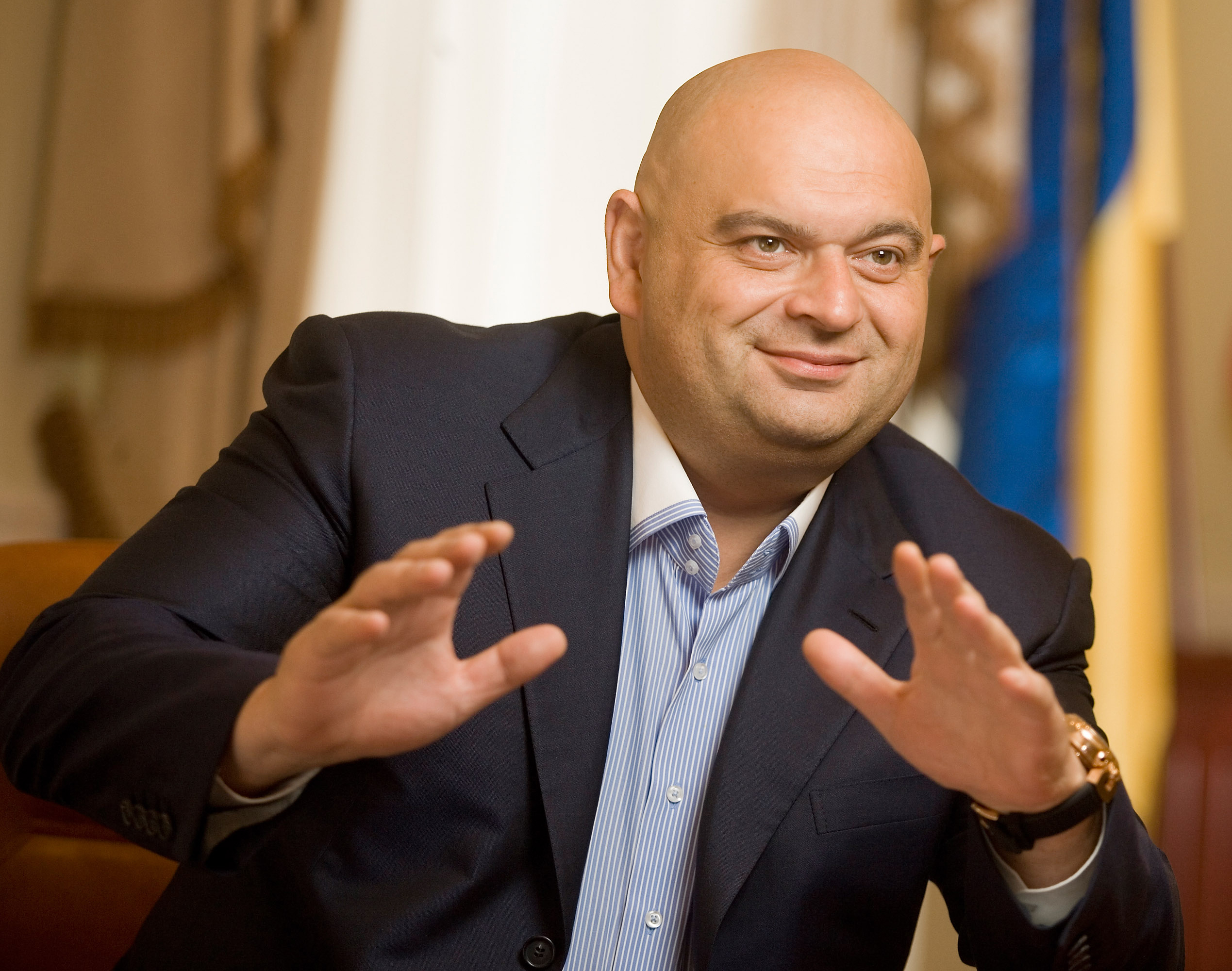
Микола Злочевський, засновник та президент Burisma Group

Бурісма (Burisma Group) — приватна газовидобувна українська група. Компанія є єдиним у країні вертикально інтегрованим холдингом, що здійснює розвідку, видобуток, сервіс і продаж вуглеводнів. Група Burisma входить до трійки найбільших незалежних газовидобувників в Україні зі штаб-квартирою на Кіпрі.
У 2014—2019 роках до ради директорів входив син Джозефа Байдена Гантер Байден.

## Опис

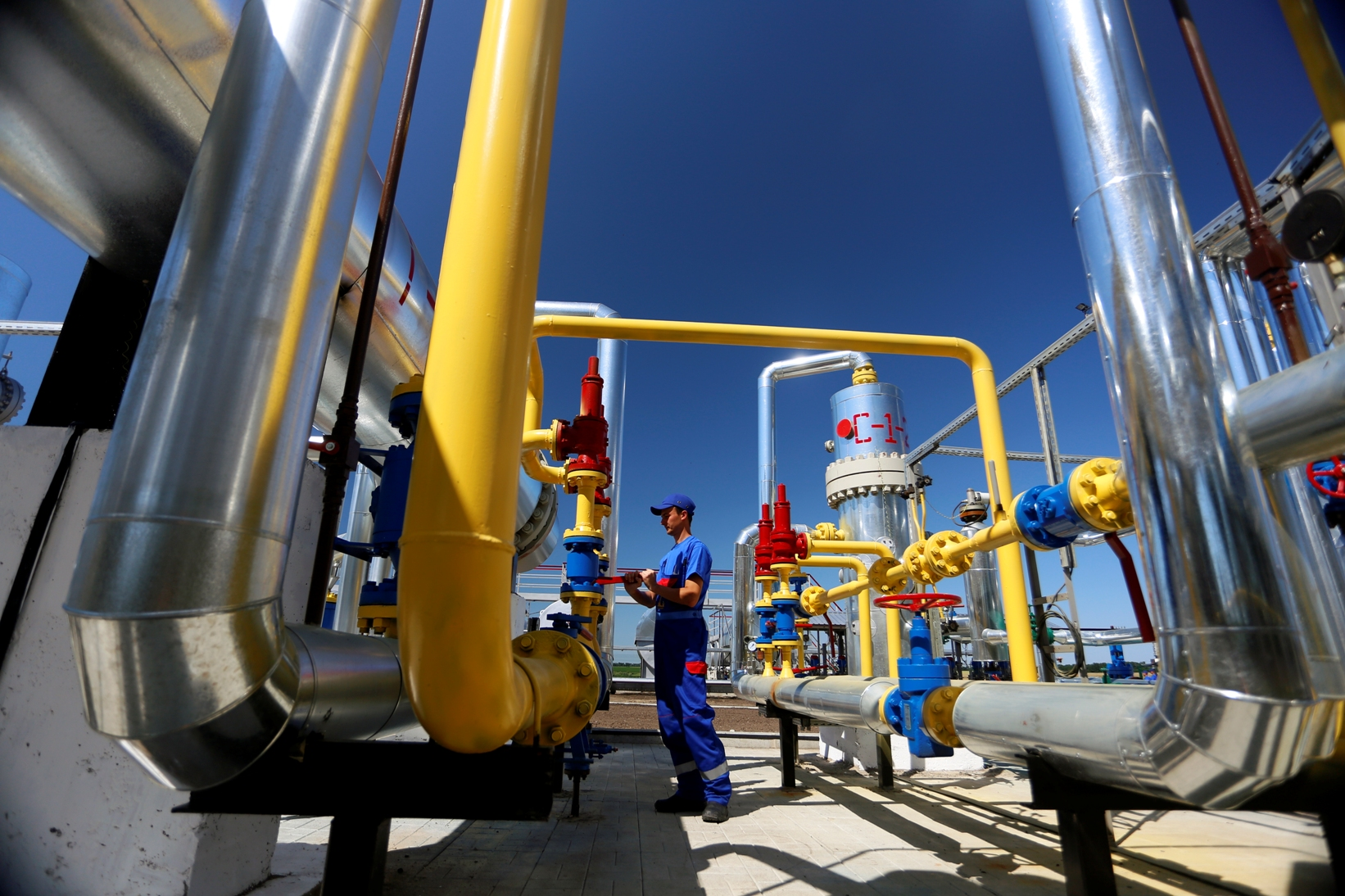
Burisma EnergySecurityGlobal

Заснована 2002 року, основна консолідація активів відбулася протягом 2006—2007 і в Україні вона включає 12 операційних компаній, що займаються розробкою родовищ і видобутком вуглеводнів. Серед них: "Енерго-сервісна компанія «Еско-Північ», «Парі», «Перша українська газонафтова компанія», «Алдеа», «Куб-Газ», «Техкомсервіс», «Газойлінвест», «Системойлінжерінг», «Надрагаз», «Надрагазвидобування», «Нафтогазпромислова Геологія», а також «Burisma Сервіс». Засновником та кінцевим бенефіціаром Burisma Group є Микола Злочевський.
Згідно з реєстром Державної служби геології та надр України, Burisma Group володіє та розробляє 35 ліцензій на видобуток вуглеводнів в двох основних нафтогазових басейнах України — Карпатському та Дніпровсько-Донецькому. Частка ринку операційних компаній, що входять до Burisma Group, на ринку газовидобувних компаній Украини — становить понад 25 %.
За розміром доведених запасів вуглеводнів, станом на 1 січня 2015 року, Burisma є найбільшою в Україні приватної газовидобувною компанією. Здійснений 2012 року геологічний аудит компанії DeGolyer & MacNaughton, підтвердив консолідований обсяг резервів та ресурсів компанії в розмірі 800 БНЕ. Станом на 2018 3P-резерви та перспективні ресурси компанії складають понад 1,76 MMboe.
2014 року група ухвалила стратегію розвитку — створення найбільшої газодобувної компанії у Східній Європі. До складу Ради директорів входять: екс-президент Польщі Александр Кваснєвський колишній керівник Антитерористичного Центру ЦРУ (1999—2002) Джозеф Кофер Блек та Каріна Злочевська. Головою ради директорів є інвестиційний банкір Алан Аптер.
2019 року ТОВ «Нафтогазопромислова геологія», яка входить до складу групи, перемогло у першому електронному аукціоні Держгеонадр на нафтогазову ділянку у Полтавській області — Дубрівсько-Радченківську площу. Підприємство запропонувало за лот 25,1 млн грн при початковій ціні 17,5 млн. Строки користування даної ділянки з метою промислової розробки та подальшого видобування нафти і газу — 20 років.
Група є лідером в Україні за обсягом геофізичних робіт та багато інвестує у вивчення нових площ, дослідження та розробку родовищ. Це дозволяє збільшити видобуток газу та конденсату у середньостроковій та довгостроковій перспективі.

## Діяльність

### Розвідка
Burisma Group використовує інноваційне сейсмічне обладнання, яке дозволяє ефективно проводити розвідку без негативного впливу на навколишнє середовище. Флот нараховує 50 тисяч каналів і 30 повністю укомплектованих сейсмічних вібраторів для проведення геологічних досліджень.
2019 року група провела сейсмічні роботи у форматі 3D на площі 500 км2, уклавши договори на перехресне дослідження та інтерпретацію отриманих даних.

### Видобуток
Burisma Group оперує найбільшим буровим флотом в країні, що включає 20 верстатів вантажністю від 112 до 680 тонн, серед яких є й найбільший у Східній і Центральній Європі сухопутний верстат SK 3000 вартістю 1 млрд грн.
Технології Burisma дозволяють бурити свердловини до 10 000 метрів. Завдяки новітньому обладнанню для буріння свердловини глибиною 2900 метрів потрібно лише 23 дні, включаючи монтаж і демонтаж.
Burisma Group здійснює ремонт свердловин, надає послуги гідравлічного розриву пласта (ГРП), пропонує комплексні інфраструктурні рішення для приватних і державних підприємств нафтогазового сектора. Група оперує найбільшим в країні флотом ГРП, що складається з 15 насосів загальною потужністю 35 тис. кінських сил.

### Сервіс
Burisma Group здійснює ремонт свердловин, надає послуги гідравлічного розриву пласта (ГРП), пропонує комплексні інфраструктурні рішення для приватних і державних підприємств нафтогазового сектора. Група оперує найбільшим в країні флотом ГРП, що складається з 15 насосів загальною потужністю 25 тис. кінських сил, а також має власний колтюбинговий флот NOV Hydra Rig та володіє понад 200 одиницями спецтехніки.

### Наземна інфраструктура
Burisma Group активно інвестує у наземну інфраструктуру. У 2020 році планується побудувати нові газопроводи, установки пропанового охолодження природного газу, реконструювати УКПГ, продовжити реалізацію проєкту будівництва установки стабілізації конденсату і поглибленого вилучення пропан-бутанової суміші (СПБТ або LPG) з природного газу.

## Кримінальні провадження
12 червня 2020 стало відомо, що САП і НАБУ намагалися підкупити Назара Холодницького (керівник Спеціалізованої антикорупційної прокуратури) рекордним для України хабарем у 6 млн $ (165 млн грн), намагаючись закрити кримінальну справу, де одним з фігурантів є Злочевський. Справу було відкрито 3 червня 2020, в ній розглядається, зокрема, як Злочевський сприяв заволодінню коштами стабілізаційного кредиту Нацбанку, виданого «Реал Банку», яким володів олігарх Сергій Курченко. За даними слідства, закривши справу, він хотів повернутися до України 14 червня, на день свого народження. Детективи НАБУ задокументували передачу хабаря керівництву НАБУ й голові САП. Помічником у передачі був чиновник управління Фіскальної служби Києва. Сам Злочевський відкидає звинувачення.
14 березня 2020-го суд заарештував юриста компанії Андрія Кічу та призначив 40 млн грн застави.
15 червня за екс-директора з правових питань компанії, Андрія Кічу внесли заставу в 40,3 млн грн.
22 червня Апеляційна палата ВАКС залишила без змін запобіжний захід першому заступнику київського управління податкової служби Миколі Ільяшенку, він має бути під вартою щонайменше до 10 серпня.

## Енергобезпека України та Європи
Зниження енергозалежності є основоположним чинником для безпеки і стабільності України і, як наслідок, ключовою складовою європейської енергетичної безпеки. «Сьогодні Burisma є найбільш технологічно і професійно підготовленою компанією, з необхідним досвідом видобутку природного газу в українських умовах», — вважає Олександр Квасневський. За 15 років роботи компанія об'єднала найкращих фахівців в галузі розвідки і видобутку вуглеводнів, сервісних послуг та інноваційних рішень.
2 червня 2016 р. Burisma, князь Монако Альбер II (Prince Albert II of Monaco Foundation) та Фонд Олександра Кваснєвського Amicus Europae [Архівовано 9 червня 2016 у Wayback Machine.] виступили співорганізаторами найбільшого в Європі форуму з енергетичної безпеки — Energy Security for the Future: New sources, Responsibility, Sustainability. Захід відбувся в Монте-Карло (Монако) і став наймасштабнішим проектом в Європі з питань енергетичної безпеки та просування альтернативних джерел енергії. Форум відвідали європейські політики, власники найбільших енергетичних компаній Європи, експерти в галузі енергетики та журналісти.
«Планування енергетичної безпеки має здійснюватися в довгостроковій перспективі. Ми повинні більше уваги приділити поновлюваним джерелам, які дозволять отримати дешеву енергію без забруднення навколишнього середовища», — вважає Князь Монако Альбер II.

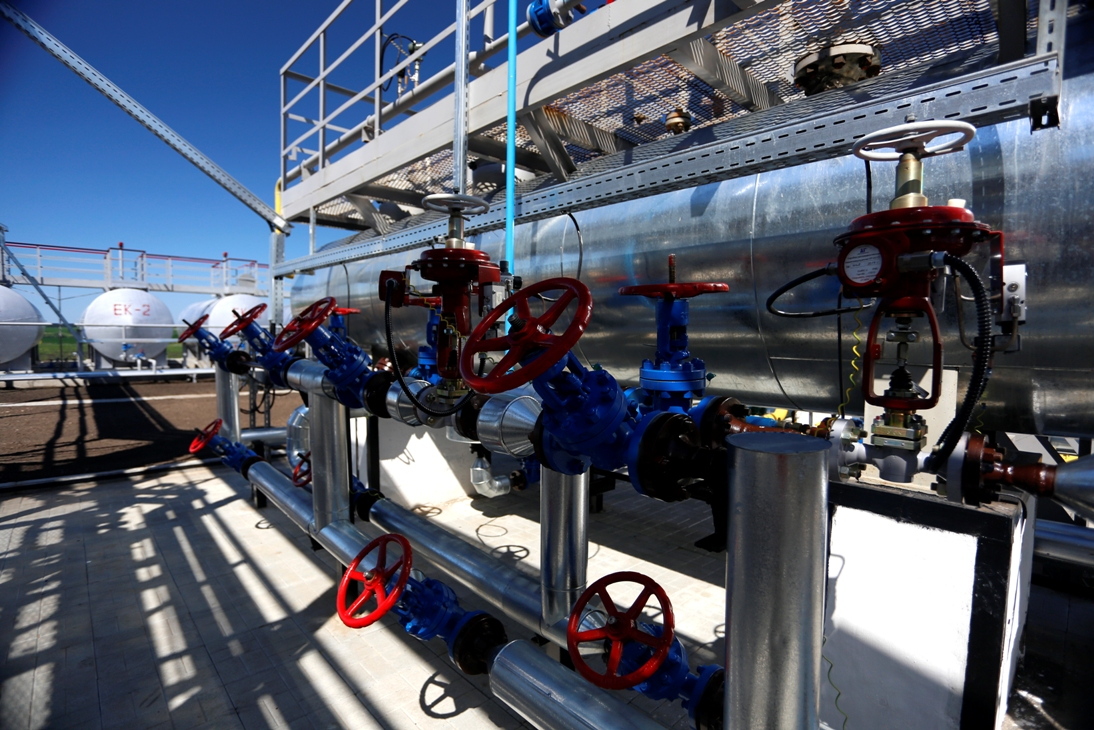
Burisma EnergySecurityGlobal

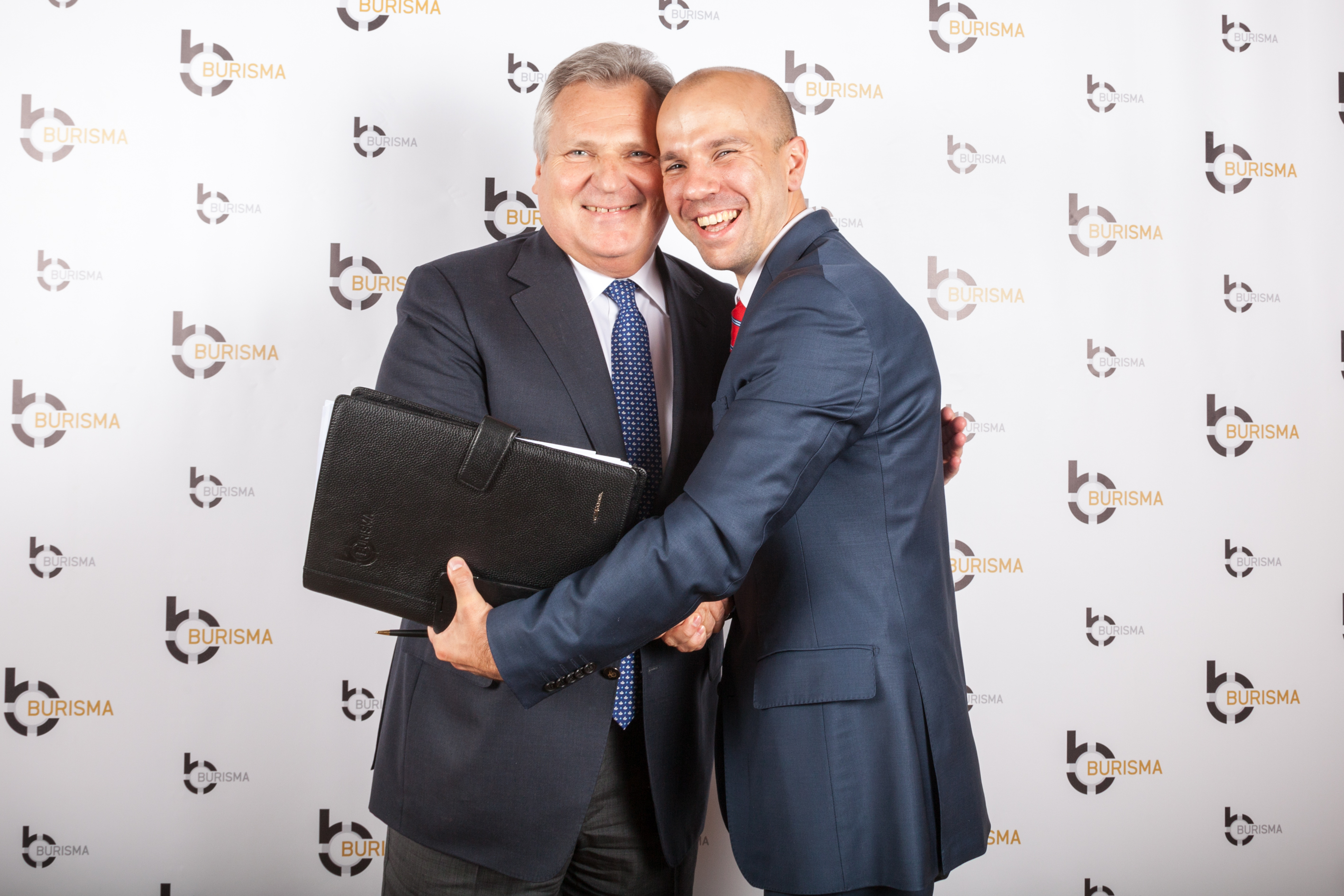
Александер Квасневський, незалежний директор Burisma, та Вадим Пожарський, радник ради директорів Burisma

2 червня 2017 року у Монте-Карло (Князівство Монако) відбувся ІІ щорічний Форум з енергетичної безпеки, на якому увага була прикута до питань європейської енергобезпеки та ролі України у цьому процесі. Захід організовано Burisma Group сумісно з Adam Smith Conferences, за підтримкою The Prince Albert II of Monaco Foundation і Фонду Олександра Кваснєвського Amicus Europae. Форум відкрився промовами Його Світлості Принца Монако Альбера ІІ, Данила Тюрка, президента Словенії (2007—2012) та Гі Верговстада, члена Європарламенту і лідера фракції Альянс лібералів і демократів за Європу, прем'єр-міністра Бельгії (1999—2008). Основна сесія була присвячена обговоренню інституційних факторів у створенні нової стратегії енергетичної безпеки Європи.
1 червня 2018 року в Монте-Карло (Князівство Монако) відбувся III Міжнародний форум з енергетичної безпеки. Партнерами Форуму стали The Prince Albert II of Monaco Foundation, Burisma Group, Фонд Олександра Кваснєвського Amicus Europae та Атлантична рада США. Третій за рахунком форум з європейського заходу переріс в глобальну подію у сфері енергетичної та екологічної безпеки, в якому взяли участь близько 250 осіб з 20 країн світу.
31 травня 2019 року у Монте-Карло (Князівство Монако) відбувся IV Міжнародний форум з енергетичної безпеки. Організаторами виступили Фонд Князя Монако Альбера II, Burisma Group, Атлантична Рада США (Atlantic Council) та Фонд Александра Квасьневського Amicus Europae. Тема форуму — енергетична безпека заради майбутнього: поствиборчий регламент. Захід зібрав близько 500 делегатів.
26 травня 2020 року у Монте-Карло (Князівство Монако) мав відбутися V Міжнародний форум з енергетичної безпеки. Організатори — Фонд Князя Монако Альбера II, Burisma Group, Атлантична Рада США (Atlantic Council) та Фонд Александра Квасьневського Amicus Europae, а також незалежна організація, створена для пропаганди демократії і глобальних змін у суспільстві Club de Madrid. Тематика форуму: «Клімат VS Енергетика: В пошуках синергії».
Загалом за чотири роки проведення цього заходу Burisma Group спільно з організаторами об'єднали на  Форумі з енергетичної безпеки тисячі учасників, захід відвідали понад 15 президентів, десятки експертів, бізнесменів та лідерів громадськості.
«Це безпрецедентний випадок, коли Форум зміг об'єднати спільноту з різним соціальним статусом навколо ідеї енергетичної безпеки у Європі. Міжнародний Форум, організований Burisma Group разом з The Prince Albert II of Monaco Foundation, Фондом Олександра Кваснєвського Amicus Europae та Атлантичною радою США — це не лише спроба залучити соціально відповідальний бізнес і громадянське суспільство до вирішення цього завдання, а й можливість надати дискусійний майданчик для різноманітних ідей, результатом яких стане комплексна, довгострокова і глобальна за своїми масштабами робота у площині формування нової стратегії енергетичної безпеки на європейському континенті», — зазначив президент Burisma Group та засновник Міжнародного Форуму з енергетичної безпеки  Energy Security for the Future Микола Злочевський.

## Хакерська атака
Компанія фігурувала в розмові президентів США та України й стала причиною процедури імпічменту проти Дональда Трампа. 2019 року російські хакери зламали сервери компанії, й експерти стверджують, що зловмисники шукали компромат на Байдена. Виконавцями зламу вважають Головне управління Генерального штабу Росії й приватних хакерів з Fancy Bear.